# Anders Sundby
Anders Sundby, född 24 april 1914 i Bærum, Norge, död 11 januari 1988 i Oslo, var en norsk skådespelare.
Sundby medverkade i sju filmer och en TV-serie åren 1949–1979. Han debuterade 1949 i Edith Carlmars Kärleken blir din död och på 1950-talet spelade han i ytterligare tre filmer regisserade av henne: Skadeskutt (1951), Bedre enn sitt rykte (1955) och Slalåm under himmelen (1957). År 1964 medverkade han i Knut Andersens Egil Lian-filmatisering Nydelige nelliker, 1966 i TV-serien Kontorsjef Tangen och 1968 i Andersens och Knut Bohwims Sus og dus på by'n. Han gjorde sin sista roll 1979 som fängelsedirektör i Olsenbanden och Dynamit-Harry letar olja. Han verkade även vid Det Nye Teater 1936.

## Filmografi
- 1949 – Kärleken blir din död
- 1951 – Skadeskutt
- 1955 – Bedre enn sitt rykte
- 1957 – Slalåm under himmelen
- 1964 – Nydelige nelliker
- 1966 – Kontorsjef Tangen (TV-serie)
- 1968 – Sus og dus på by'n
- 1979 – Olsenbanden och Dynamit-Harry letar olja